# Mount Peleus
Mount Peleus ist ein 1790 m hoher Berg im ostantarktischen Viktorialand. Er ragt rund 5 km westlich des Mount Theseus in der Olympus Range auf.
Teilnehmer einer von 1958 bis 1959 durchgeführten Kampagne im Rahmen der neuseeländischen Victoria University’s Antarctic Expeditions benannten ihn nach Peleus, König der Myrmidonen von Phthia aus der griechischen Mythologie.